# 黑藍子魚
黑藍子魚（学名：Siganus niger）為輻鰭魚綱鱸形目刺尾魚亞目藍子魚科的其中一種，於1990年由魚類學家David J. Woodland首次正式描述，其模式產地為東加瓦瓦烏群島的尤阿卡法島，分布於中太平洋東部的東加海域，被IUCN列為易危保育類動物，棲息深度2-15公尺，本魚整體顏色幾乎全黑，但胸鰭、背鰭、臀鰭和尾鰭的軟射線部分的邊緣是黃色，鰓蓋上有一條寬闊的白色條紋，上面覆蓋著蠕蟲狀圖案，背鰭硬棘13枚、背鰭軟條10枚、臀鰭硬棘7枚、臀鰭軟條9枚、脊椎骨23個，體長可達22公分，棲息在珊瑚礁海域，成魚成對活動，稚魚成小群活動，以藻類為食，硬棘具有毒腺，需留意，可做為食用魚。 
其种加词“niger”意为“黑色的”。